# Una passeggiata nei boschi
Una passeggiata nei boschi (titolo originale completo A Walk in the Woods: Rediscovering America on the Appalachian Trail) è un libro del giornalista e scrittore statunitense Bill Bryson, edito in originale nel 1998 e pubblicato in Italia da Ugo Guanda Editore nel 2000. Vi narra con toni umoristici del suo tentativo di percorrere uno dei più lunghi sentieri tracciati al mondo, l'Appalachian Trail, in compagnia di un amico.

## Contenuto
Dopo essersi trasferito nel New Hampshire, lo scrittore e appassionato viaggiatore Bill Bryson si ritrova per caso di fronte al mitico Appalachian Trail, quasi 3500 chilometri di natura selvaggia, insidie e promesse di avventura, una sfida a cui sente di non poter resistere. Ma una volta presa la decisione, mentre la preparazione va avanti, aumentano anche perplessità e timori. Documentandosi non ci mette molto a capire che le sue precedenti esperienze da camminatore risultano decisamente inadeguate al confronto. Tutto sommato, sarebbe almeno il caso di trovare compagnia, ma tutte le sue richieste in tal senso sembrano cadere nel vuoto, fino a quando dal passato spunta il vecchio compagno di strada Stephen Katz, stranamente desideroso di unirsi all'impresa. Non è il caso di fare gli schizzinosi, anche se in effetti l'amico non appare esattamente in forma, e ancor meno sembra preparato a ciò che li aspetta.
Raggiunto il punto di partenza, i due volenterosi si mettono in viaggio, ritrovandosi presto a fare i conti con lo scarso allenamento, imprevisti di vario genere, un clima insolitamente rigido, e con compagni di viaggio non sempre piacevoli. Tutto comunque procede più o meno bene fino alle Smoky Mountains, dove, invece che con la splendida natura del luogo, si ritrovano alle prese con una pioggia inclemente che rende penoso ogni passo, costringendoli ad una pausa forzata. Durante la quale prendono coscienza dell'impossibilità di completare tutto il percorso secondo i piani originari, decidendo quindi di rendersi la vita più facile. Noleggiata un'auto e raggiunta la Virginia, riprendono il sentiero dai Blue Ridge, trovando finalmente quanto sperato: clima favorevole, panorami splendidi, tracciati non troppo impegnativi ed incontri emozionanti (talvolta anche troppo) con la fauna locale. Arrivati a Front Royal, i due compagni lasciano nuovamente il percorso, con l'accordo di rivedersi verso la fine dell'estate per completare insieme almeno il tratto finale, tornando entrambi alla loro vita di tutti i giorni.
Giunta l'estate, il richiamo del sentiero porta Bill a riprendere zaino e scarponi, per recarsi a Harper's Ferry, cittadina degna di nota per alcuni episodi storici risalenti alla guerra civile, e per ospitare la sede dell'Appalachian Trail Conference. Spostatosi quindi in Pennsylvania, si ritrova a combattere contro carte topografiche scadenti, storie truci ed animali inopportuni, raggiungendo Centralia e la sua nemesi di fuoco. Il passo successivo lo porta a Delaware Water Gap, le cui meraviglie geologiche sono un ottimo spunto per una riflessione sulla potenza della natura e sull'incapacità umana nel raggiungere una convivenza soddisfacente con essa. Dopo questa parentesi escursionistica, il nostro Bill decide di riprendere a camminare più seriamente, sfruttando il fatto di ritrovarsi vicino a casa. Raggiunto Stockbridge nel Massachusetts, percorre il tratto del sentiero che attraversa le Berkshire Mountains, salendo sul suggestivo Mount Greylock. Un pezzetto alla volta, attraversa quindi buona parte del Vermont, giungendo così al New Hampshire, dove arrivano le prime serie difficoltà, sotto forma di cime piuttosto impegnative, dal punto di vista altimetrico e soprattutto meteorologico. Che però, una volta munitosi della giusta attrezzatura, si rivelano più agevoli del previsto.
Finalmente la coppia di amici si rimette in marcia, raggiungendo il Maine per dare l'attacco al famigerato Hundred Mile Wilderness. Scoprendo già nell'avvicinamento quanto realmente le difficoltà affrontate fino a quel momento fossero poca cosa, al confronto. E purtroppo ci si mette di mezzo anche qualche inopportuna tentazione di natura alcolica, a complicare il tutto. Così quando solo la buona sorte salva il povero Katz da un errore potenzialmente fatale, entrambi capiscono che è arrivato il momento di mettere la parola fine all'avventura, e tornare al loro mondo.

## Adattamento cinematografico
- A spasso nel bosco - film (2015)

## Edizioni
Bill Bryson, Una passeggiata nei boschi, traduzione di Giuseppe Strazzeri, Guanda, 2013  [1998], ISBN 978-88-502-0045-0.